# Drei reizende Schwestern: Ein Mann fürs Leben
Ein Mann fürs Leben ist der zweite Schwank der Drei-reizende-Schwestern-Reihe aus dem Jahr 1985. Er wurde am 15. Dezember 1985 zum ersten Mal im Programm des Fernsehens der DDR ausgestrahlt.

## Handlung
Olga Knopf räumt gerade ihr Wohnzimmer ein und kommt nicht so richtig vorwärts. Pflegesohn Tassilo soll ihr zwar helfen, aber der hat nur seine heimliche Freundin im Kopf. Seit einem Jahr ist er schon mit Yvonne, der Tochter von Irmgard zusammen. Zufällig kommt Olga hinter das Verhältnis der beiden und ist entsprechend empört, aber Tassilo versucht ihr klarzumachen, dass er zwar zur Familie gehört, aber ja nicht mit Yvonne verwandt ist. Olga sieht das allerdings anders und kann sich einfach nicht beruhigen. Als Irmgard dazu kommt, will diese von den Sorgen der anderen gar nichts hören, weil ihrer Meinung nach ja nur sie Probleme hat. Sie will aus ihrem Restaurant ein Pop-Café machen und hat einfach kurzerhand alle Familienmitglieder mit verplant. Nun kommt auch noch Mathilde und bringt das Gespräch in eine ganz andere Richtung. Sie hat ihre Telefonbekanntschaft eingeladen und erwartet Herrn Meyer hier bei Olga. Mathildes Schwestern sind gespannt auf den neuen Verehrer, der nicht allzu lange auf sich warten lässt. Herr Meyer will gleich zur Sache kommen und so stellt sich heraus, dass es sich gar nicht um Mathildes Herrn Meyer handelt, sondern um den Teppichreiniger, den Olga bestellt hat. Als dann erneut ein Herr Meyer erscheint, ist Mathilde zunächst nicht sehr angetan von dem schüchternen jungen Mann. Doch auch er ist nicht als der von Mathilde erwartete Verehrer gekommen, sondern outet sich als Sohn von Mathildes Ehemann vor seiner Ehe mit ihr, der sich freut, die Frau seines Vaters endlich kennenzulernen.
Olga hat Tassilo verpflichtet ihrer Schwestern Irmgard von der Beziehung zu Yvonne zu unterrichten, was aber nicht zum gewünschten Erfolg führt. Derweil rückt Stephan Meyer mit dem wahren Grund für sein Erscheinen (nach so vielen Jahren) heraus. In einem Brief seines Vaters ist von einer Münzsammlung die Rede, die Heinrich Lehmberg im Polster eines Sessels versteckt hat und die als Notgroschen für seinen Sohn gedacht ist. Mathilde ist etwas enttäuscht, dass Stephan nicht aus reinem familiärem Interesse ihre Bekanntschaft gesucht hat. Doch Stephan ist nicht der einzige Heimkehrers zur Familie. Tassilis Vater, Alfons Persicke, findet sich unerwartet ein. Tassilo sieht Alfons jetzt nun zum ersten und ist ziemlich enttäuscht, denn der angeblich große Künstler, der all die Jahre als Artist durch die Welt gereist war, ist nun nur noch als Clown aktiv. Irmgard hatte für ein Kinderfest in ihrem Cafe einen Musikclown engagiert, der nun zufällig Tassilos Vater ist. Stephan, der schon immer gern Clown sein wollte, nutzt die Gelegenheit und tritt zusammen mit Alfons in dessen Nummer mit auf. Plötzlich taucht ein dritter Herr Meyer auf, der die Telefonbekanntschaft von Mathilde zu sein scheint, doch auch das ist wieder ein Irrtum, denn Kai-Olaf Meyer ist Schauspieler und wurde von Yvonne engagiert, um ihr zum Schein den Hof und Tassilo eifersüchtig zu machen, damit dieser sich endlich vor Irmgard zu Yvonne bekennt.
Nach längerer Suche nach dem ominösen Polsterstuhl stellt sich heraus, dass dort kein Schatz mehr versteckt ist. Stephans Vater hatte die Münzsammlung selber verkauft, um Geld für Stephans kranke Mutter zu haben.